# Áron Chorin
Áron Chorin (3 de agosto de 1766 - 24 de agosto de 1844) fue un rabino húngaro y pionero de la reforma del Judaísmo. Era partidario de la utilización del órgano y de las oraciones en la  lengua vernácula, y fue instrumental en la fundación de escuelas de líneas modernas. Chorin fue así considerado como un líder del nuevo judaísmo. También se interesó en los asuntos públicos participando activamente en los esfuerzos para la emancipación judía, y fue muy influyente con las autoridades estatales.

## Primeros años
Chorin nació en Hranice, Moravia, Austria (actualmente en la República Checa) en 1766. A la edad de catorce años estudió en el yeshivá del Rabino Jeremías en Mattersdorf, Hungría, y dos años más tarde en Praga, en la escuela Talmudica superior de Ezequiel Landau. Aquí también aprendió  alemán. Chorin se casó el 26 de diciembre de 1783, abrió un comercio, pero no teniendo éxito, aceptó el puesto de rabino en Arad en la primavera de 1789, que ocupó hasta su la muerte.

## Su primer trabajo
En 1798, publicó su primer panfleto: Imre No'am (אמרי נועם Las palabras de agrado), en el que sostenía que, como el esturión tenía escamas era autorizado como alimento de acuerdo a las  escrituras. Su opinión, aunque seguía la de Landau y otras autoridades, fue firmemente opuesta por Mordecai Benet y sus partidarios. El rabino Isaac Krieshaber de Paks escribió una refutación Maḳḳel No'am(מקל נועם Personal de agrado), que provocaba un segundo folleto de Chorin, Shiryon Ḳasḳassim(שריון קשקשים Armadura de púas), (Praga, 1799).
Por su decidida oposición a los usos tradicionales en Hungría, Chorin incurrido en hostilidades con la mayoría de sus colegas. En la primavera de 1802 viajó a Somogy. La favorable impresión que sus sermónes producían a sus oyentes judíos le indujo a considerarse a sí mismo como el futuro rabino de este distrito, y en la portada de un folleto que publicó asumió este título. El rico y prominente Moisés Lakenbacher, presidente de la congregación de Nagykanizsa, prometió Chorin su influencia con sus hermanos, pero cuando Lakenbacher tuvo conocimiento de la fuerte oposición del partido conservador contra el reformador pronto se volvió contra él.

## Oposición de los ortodoxos
En Praga en 1803, publicó Chorin Emeḳ ha-Shaweh (Valle de la Llanura), un trabajo dividido en tres partes. En la primera y más importante Rosh Amanah (Cabeza de la corriente perenne) concede a los guías espirituales del pueblo la autoridad para modificar las leyes tradicionales y adaptarlas a las exigencias del tiempo, dando lugar a una gran oposición a él. Chorin trata los trece artículos de fe de Maimónides, dando evidencias de conocimientos extraños entre sus contemporáneos húngaros. Junto a la Halajá , interpretó el Aggadah de una manera filosófica. Aplicó este método también al Zohar, que, lejos de los misticismos, lo consideró como una rica fuente de conocimiento especulativo. Esta opinión se refiere sólo a la teoría y no la práctica o Cábala, creencia que él consideraba como contradictoria a la sana razón. Al comienzo de este libro se imprimen la aprobación del rabino Moisés Münz y un elogioso poema en hebreo del rabino Moisés Kunitz. 
Este trabajo ofendió profundamente a los ortodoxos, que frustraron la publicación de una segunda edición, para la cual Chorin había preparado muchas correcciones y adiciones. Benet escribió a la congregación Arad que el libro contenía  herejías y debía ser quemado. La congregación, sin embargo, mantuvo a su rabino, aunque algunos de sus miembros se pusieron del lado de Benet, y su líder, un hombre rico, insultó públicamente a Chorin mientras estaba predicando. El Consejo de Arad solicitó a Münz que certificara que el libro no contenía herejías. Después de haber dado su aprobación al autor, Münz estaba en un gran dilema, ya que se le instó por la parte ortodoxa a condenar Chorin e infligirle un castigo ejemplar. Llegó a la conclusión de ceder a las insinuaciones, y el 1 de septiembre de 1805, invitó a dos rabinos a Óbuda para formar con él un tribunal ante el cual fue convocado Chorin. La sesión de la corte se prolongó hasta el día siguiente, pero luego no se presentó Münz.

## Sentencia dictada
Samuel Butschowitz, rabino de Assod, dictó la sentencia: 

"Chorin debe retractarse de los contenidos de su libro. En caso de que se niegue a hacerlo, su barba será cortada como castigo por sus transgresiones heréticas."

 Chorin, a quien el pueblo había apedreado en el patio de la sinagoga, declaró que él subordinaba sus opiniones a las de los teólogos de su tiempo, y deseaba que su libro fuese suprimido. El tribunal también decretó una reducción del salario Chorin, pero la junta directiva de su congregación rechazó con indignación este decreto. Chorin apeló al gobierno imperial que, el 24 de junio de 1806, anuló la sentencia y condenó al líder de sus adversarios en Arad a pagar los gastos de la demanda, que debería ser castigado por su conducta escandalosa en el Sabbat Shuvah. Chorin declaró perdonar a su adversario, y para evitar más problemas, decidió dejar de escribir.

## Actitud hacia la reforma
La reforma del Judaísmo emprendida entre los judíos de Hamburgo conoció a su sincera aprobación. En (El celo por la verdad), un documento escrito el 7 de abril de 1818, y publicado en la colección Nogah ha-Ẓedeḳ (Luz de la Rectitud), se declaró a favor de las reformas, como las oraciones alemán, el uso del órgano, y otras  modificaciones litúrgicas. Sin embargo declaró que las oraciones principales, laShema, y las  dieciocho bendiciones , hay que recitarlas en  hebreo, ya que este lenguaje mantiene viva la creencia en la restauración de Israel. También abogó por la apertura del templo para el servicio diario. Influenciado por Münz, Chorin se apartó de este escrito el 19 de febrero de 1819; pero un año después publicó Dabar be-'Itto (Una Palabra en su tiempo), en la que se reafirmó en las opiniones expresadas en Ḳin'at ha-Emet, y se declaró firmemente por lo correcto de la Reforma. Una traducción de este al alemán apareció en Viena. Esto hizo que llamara la atención de la parte progresista en Austria y en Alemania. Michael Lazar Biedermann, un hombre prominente, propuso el nombramiento de Chorin en el nuevo templo que se iba a erigir en Viena, pero el gobierno se opone, siendo Isaac Noé Mannheimer elegido en su lugar.

## Consultado por Baden
El Gobierno del Gran Ducado de Baden preguntó a Chorin el 3 de febrero de 1821, a través del banquero S. Haber, por su opinión sobre los deberes de un rabino, y sobre las reformas en los estados de Austria. Chorin contestadas por escritoIggeret Elasaf o Una carta de un rabino africano a sus colegas en Europa, que fue publicado por M. I. Landau (Praga, 1826). En él declaró que la Torá está compuesta por verdades y leyes religiosas, estas últimas aplicables parte sólo en Palestina, parte obligatorias en todas partes. Estas pueden ser suspendidas temporalmente, pero no abolidas por completo, por una autoridad competente, como un sínodo. Sólo las ordenanzas y las leyes que son de origen humano pueden ser derogadas de conformidad con las circunstancias de la época. En cuanto a los usos y costumbres (minhaguim), el gobierno, después de haber consultado a los hombres sabios judíos, puede modificar o derogar alguno de ellos, pero de ninguna otra manera puede intervenir en los asuntos religiosos. Chorin también aboga por el establecimiento de escuelas, y seminarios, y por la promoción de la agricultura y otras profesiones entre los judíos. Algunas de estas ideas las llevó a cabo en su propia congregación, que incluía un gran número de mecánicos. Tuvo éxito en la fundación de una escuela, y en la introducción de reformas litúrgicas en la sinagoga, e incluso se instaló un órgano en sus estancias. Permitió el consumo de arroz y legumbres, durante los días de Pascua.
En su Treue Bote (Praga, 1831) se declaró en contra de la transferencia del Sabbat hasta el domingo, pero expresó la opinión de que, teniendo en cuenta las exigencias de nuestro tiempo, los sínodos podrían atenuar la gravedad de las leyes al respecto, especialmente en lo que respecta a los viajes y la escritura.
En otro tratado, Hillel, que apareció en Buda en 1835, interpretó las promesas proféticas sobre la reunificación de Israel para significar el establecimiento de una autoridad suprema religiosa en Jerusalén. 'Esta obra escrita en forma de diálogo, y otras contribuciones de su pluma se publicaron en el cuarto volumen de Bikkure ha-'Ittim. En 1819 escribió Abak Sofer(El polvo de un escritor), publicado por Landau (Praga, 1828), que contiene glosas sobreYoreh De'ah, Eben-ha'Ezer, las filacterias, una explicación de  Proverbios, y dos acertijos.
En Zeḳunim yeled (Niños de la antigua Edad), (Viena, 1839), parte en hebreo, parte en alemán, volvió a abogar por reformas positivas con respecto a los viajes en ferrocarril durante el Sabbat y otros festivos, el uso del órgano, etc., y dio un breve esbozo de su vida. Su biógrafo, Leopoldo Löw, escribió una introducción a este trabajo.
El 26 de julio de 1844, durante las últimas semanas de su vida, escribió desde su lecho una declaración expresando su pleno acuerdo con la Conferencia de Rabinos de Brunswick, y el 11 de agosto envió un discurso a la conferencia de los rabinos de Hungría en Paks . Murió en Arad a los 78 años de edad.